# Старі Велідники
Старі Велідники — село в Україні, у Словечанській сільській громаді Коростенського району Житомирської області. Населення становить 431 особу.

## Географія
Село розташовано на Словечансько-Овруцькому кряжі.

## Історія
У 1830 році вже існував костел, парафія РКЦ відносилась до Овручского деканату.
У 1906 році Велідники Старі, село Покалівської волості Овруцького повіту Волинської губернії. Відстань від повітового міста 25 верст, від волості 10. Дворів 52, мешканців 376.